# Franz von Wieser
Franz Wieser Ritter von Wiesenhort (* 18 d'octubre de 1848 a Kufstein, Imperi austríac ; † 8 d'abril de 1923 a Innsbruck ) va ser un geògraf, historiador de l'art i professor universitari austríac a la Universitat d'Innsbruck. Va ser conservador estatal i va exercir durant molt de temps com a president del Museu Estatal del Tirol Ferdinandeum.
En honor a la seva memòria, l'Associació Ferdinandeum del Museu Estatal del Tirol ha estat atorgant la Medalla Franz von Wieser  des de 1930 a persones que han fet una contribució especial a l'art i la ciència, particularment a l'exploració del Tirol.

## Biografia
Wieser va néixer en el sí d'una família de funcionaris del Tirol. El seu pare era metge, però va morir aviat, deixant enrere la seva mare i tres germans petits. El seu oncle Ludwig era un cavaller de l'Ordre de 3a classe. Classe de la Corona de Ferro el 1863  i va rebre el títol de noblesa també pel seu nebot, el nom complet del qual era Franz Wieser Ritter von Wiesenhort .
Wieser va créixer a Innsbruck, a la casa del seu avi matern, Berreiter, que també era jutge d'apel·lacions. Allà va entrar en contacte amb coneguts ciutadans i estudiosos del Tirol i es va interessar per la història des de ben jove. Després de graduar-se de l'escola secundària el 1866, va començar a estudiar història amb Julius Ficker a la Universitat d'Innsbruck, així com estudis alemanys i filologia clàssica. A la tardor de 1870 va completar els seus estudis a Innsbruck amb l'examen de doctorat i d'ensenyament d'alemany, geografia i història. Durant el semestre d'hivern va assistir a conferències d'història de l'Edat Mitjana a Munic ( Wilhelm von Giesebrecht ) així com a exercicis de seminari a Göttingen ( Georg Waitz ), on també va conèixer a Wilhelm Doophysins ( Geophysus ) i a Johannes Wäduici. A la tardor de 1871 esdevingué professor a l'Oberrealschule de Brno (Johannesgasse), i des de l'estiu de 1872 a l'Staatsgymnasium Bozen. Després d'una excedència al semestre d'estiu de 1874 per continuar estudis a la Universitat de Leipzig amb Oscar Peschel, Wieser es va qualificar com a professor privat de geografia a Innsbruck a la tardor de 1874, es va convertir en professor extraordinari el 1879 i professor titular el 1885..
El 1887 esdevingué director honorari del Museu Ferdinandeum, succeint en aquest càrrec a Alfons Huber. Va ocupar aquest càrrec fins al 1919. El 1888, Wieser es va casar amb Waltraut von Zingerle, filla del germanista i poeta Ignaz Vinzenz von Zingerle. La parella va tenir quatre fills i dues filles. El 1890 va esdevenir comissari del departament de prehistòric de la Comissió Central d'Art i Monuments Històrics. A la Universitat d'Innsbruck va ser degà de la facultat de filosofia diverses vegades i rector de la universitat el 1897/98. El 1901 va declinar la convocatòria de la Universitat de Viena per succeir a Wilhelm Tomaschek († 1901). De 1912 a 1922 va ser el conservador estatal del Tirol i des de 1911 membre de la que llavors era l'Oficina de Monuments de l'Estat.

## Obres (selecció)

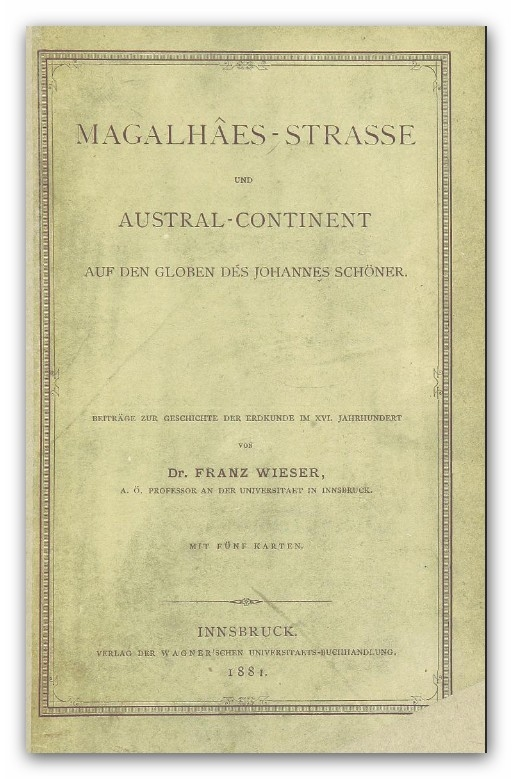
"Magalhaes-Straße"

- Magalhâes-Strasse und Austral-Continent auf den Globen des Johannes Schöner: Beiträge zur Geschichte der Erdkunde im XVI. Jahrhundert. Innsbruck 1881 (google.cat).
- Der verschollene Globus des Johannes Schöner von 1523. Wiederaufgefunden und kritisch gewürdigt von Dr. Franz R. v. Wieser. Wien 1888 (klassik-stiftung.de).

- «Catalog Record: Die Karte des Bartolomeo colombo über die vierte Reise des Admirals». HathiTrust Digital Library. [Consulta: 6 febrer 2025].
- Die Bronze-Gefäße von Moritzing. In: Zeitschrift des Ferdinandeums für Tirol und Vorarlberg III/35, 1891, S. 305–329.

## Honors
- Medalla del 2n Congrés Geogràfic Internacional de Venècia (1881) per l'obra "Magalhaes-Straße"
- Membre de l'Acadèmia Alemanya de Ciències Naturals Leopoldina (1886)
- Membre corresponent de la Comissió Central d'Art i Monuments Històrics (1887)
- Orde de la Corona de Ferro, Cavaller III. classe (1895)
- Conseller de la Cort Imperial (1898)
- Membre nacional corresponent de l'Acadèmia de Ciències d'Àustria (1905)
- Medalla Franz von Hauer de la Societat Geogràfica Austríaca (1906)
- Comandant de l'orde de Francesc Josep (1907)
- Membre titular de l'Acadèmia Austríaca de Ciències (1921)